# 宗岳木村
宗岳 木村（そが の きむら）は、平安時代前期の貴族。氏姓は石川朝臣のち宗岳朝臣。官位は従五位下・長門守。

## 経歴
本貫は右京。従五位下に叙爵後、長門守に任ぜられる。長門守辞任後の元慶元年（877年）それまで石川朝臣姓であったが、箭口岑業と共に宗岳朝臣姓に改姓を願い許されている。改姓理由として以下を述べている。
一族の始祖である武内宿禰の子宗我石川は、河内国石川の別業で生まれたことから名を石川とし、宗我の大家を与えられて居住したことから氏姓として宗我宿禰姓を賜与された。しかし、先祖の名をもって子孫の氏の名称とするのでは、諱を避けることができない（死後に生前の実名を忌んで口にしない風習に反する）。
元慶3年（879年）同姓一族の内で絶戸となった16戸（左京12戸右京4戸）を朝廷に伝えて、民部省にて処分が行われている。このことから木村が一族を代表する立場にあったことが窺われる。
元慶6年（882年）建興寺は先祖の宗我稲目が建立したことは、縁起（『元興寺伽藍縁起并流記資財帳』）にも記されており明確な事実であることから、宗我氏としてこの寺院を領有し氏寺としたい旨、太政官に訴え出る。これに対して、当寺の別当であった義済は以下理由にて反論し、木村の希望は受け入れられなかった。
- 蘇我稲目は自邸を仏殿としてそれが当寺院となったことは事実である。しかし、天皇からその代地を与えられて、稲目は寺院を朝廷に献上して、詔を奉じて塔を建立した。
- 従って、当寺院は御願寺として建立されたとみなすことができ、宗我氏の氏寺とはすべきでない。

## 官歴
- 元慶元年（877年）12月27日：前長門守従五位下
- 元慶6年（882年） 8月23日：見散位